# Saint-Rogatien
Saint-Rogatien – miejscowość i gmina we Francji, w regionie Nowa Akwitania, w departamencie Charente-Maritime.
Według danych na rok 1990 gminę zamieszkiwały 1272 osoby, a gęstość zaludnienia wynosiła 245 osób/km² (wśród 1467 gmin regionu Poitou-Charentes Saint-Rogatien plasuje się na 226. miejscu pod względem liczby ludności, natomiast pod względem powierzchni na miejscu 1064.).